# Zadok Ben-David

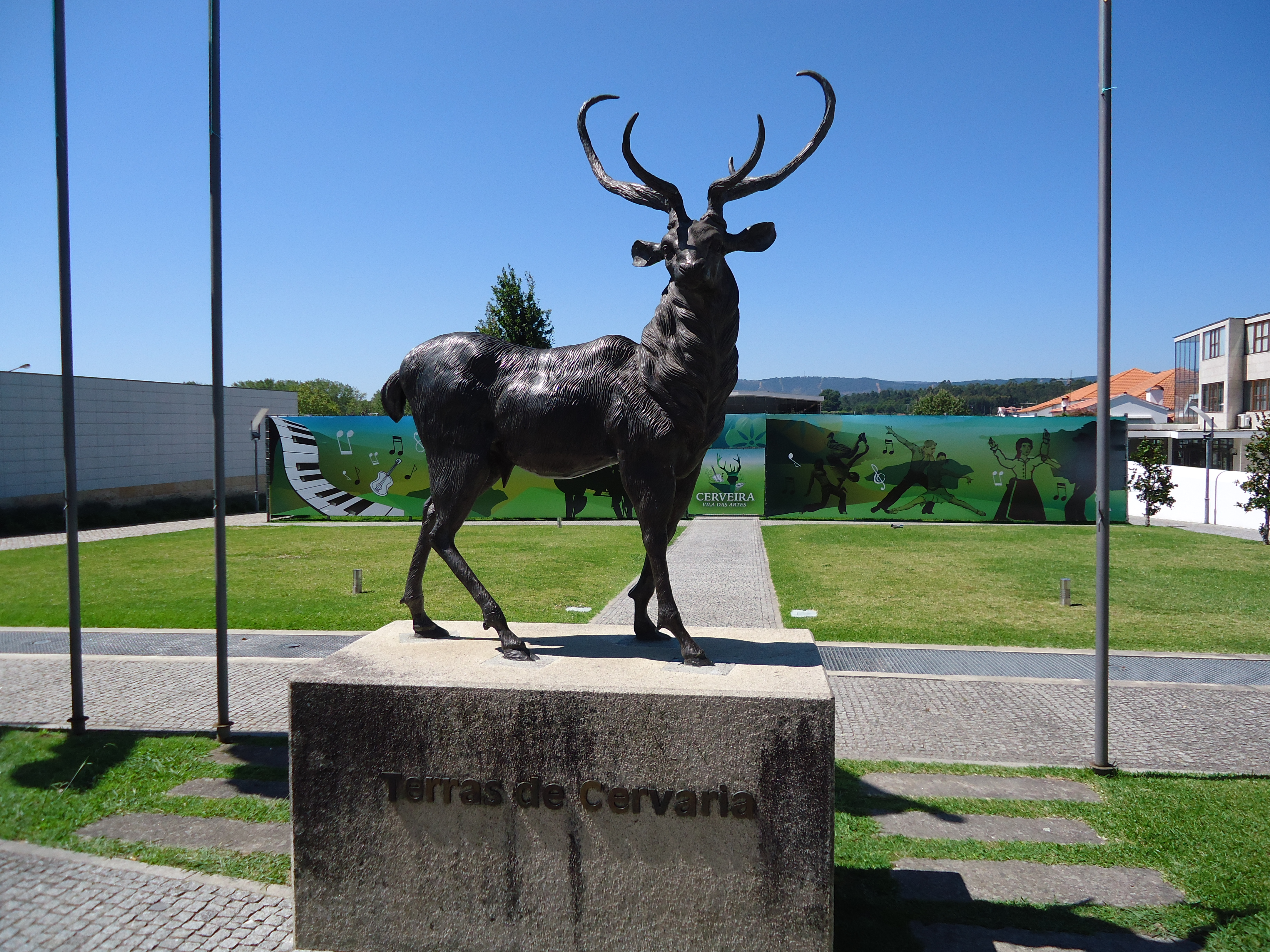
"O Rei Veado", bronze, Vila Nova de Cerveira, Portugal.

Zadok Ben-David (Bayhan, Iémen, 1949) é um desenhador e escultor contemporâneo israelita. Nasceu no Iémen, mas no mesmo ano, a família imigra para Israel.
Estudou na Academia Bezalel de Arte e Design entre 1971 e 1973, e em 1975 estuda belas-artes na Universidade de Reading. No entanto, no ano seguinte, radica-se em Londres, onde ingressa na St. Martin's School of Art, para concretizar o curso avançado de escultura. Lecciona na mesma escola a disciplina de Escultura, entre 1977 e 1982.
A sua primeira exibição a solo foi na Air Gallery, em 1980. A partir de 1982 começa a internacionalizar-se, e realiza exposições em Antuérpia, Nova Iorque e Amesterdão, até que em 1988 representa Israel na Bienal de Veneza. Depois da representação na Bienal, realiza exposições em Munique, em Melbourne e Sydney, Londres, Tel-Aviv, Scheveningen, Augsburg, Paris, Seul, Vila Nova de Cerveira (Portugal), Turim, Singapura e Aosta.
Durante a década de 1990 participa na mostra colectiva Jewish Art of the 20th Century em Londres e expõe na Bienal Internacional, em Portugal. Em 2003 apresentou em Vila Nova de Cerveira, a exposição Evolution and Theory.